# Quadrille nach Motiven der Oper „Der Blitz“
Die Quadrille nach Motiven der Oper „Der Blitz“ ist eine Quadrille von Johann Strauss (Sohn) (op. 59). Sie wurde am 8. Dezember 1848 in Dommayers Casino in Wien erstmals aufgeführt.